# Sanluisi puntiaguda
Sanluisi puntiaguda är en spindelart som beskrevs av González-Sponga 2003. Sanluisi puntiaguda ingår i släktet Sanluisi och familjen dallerspindlar.
Artens utbredningsområde är Venezuela. Inga underarter finns listade i Catalogue of Life.